# Feestdagen in Liechtenstein

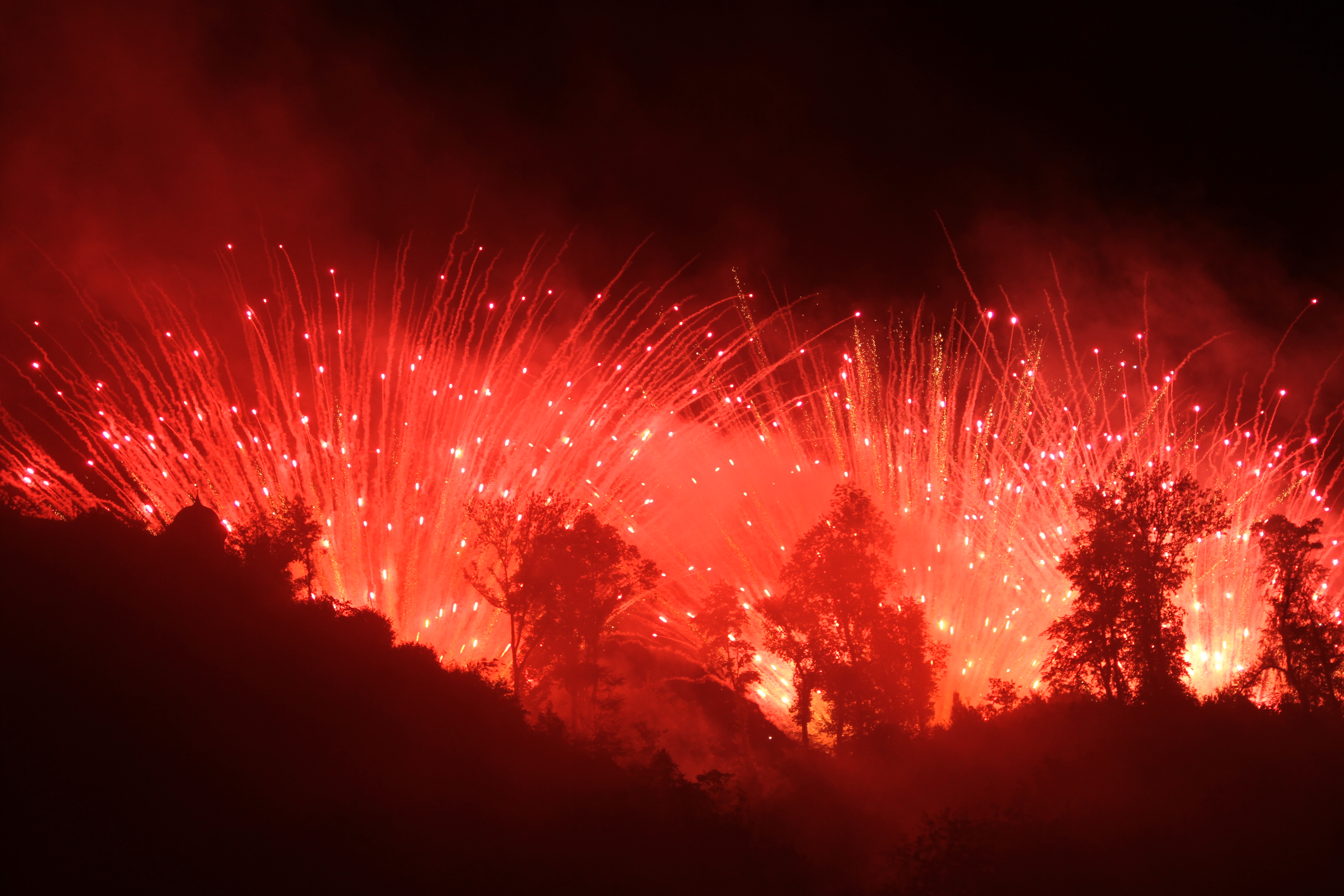
Vuurwerk tijdens de nationale feestdag in 2011

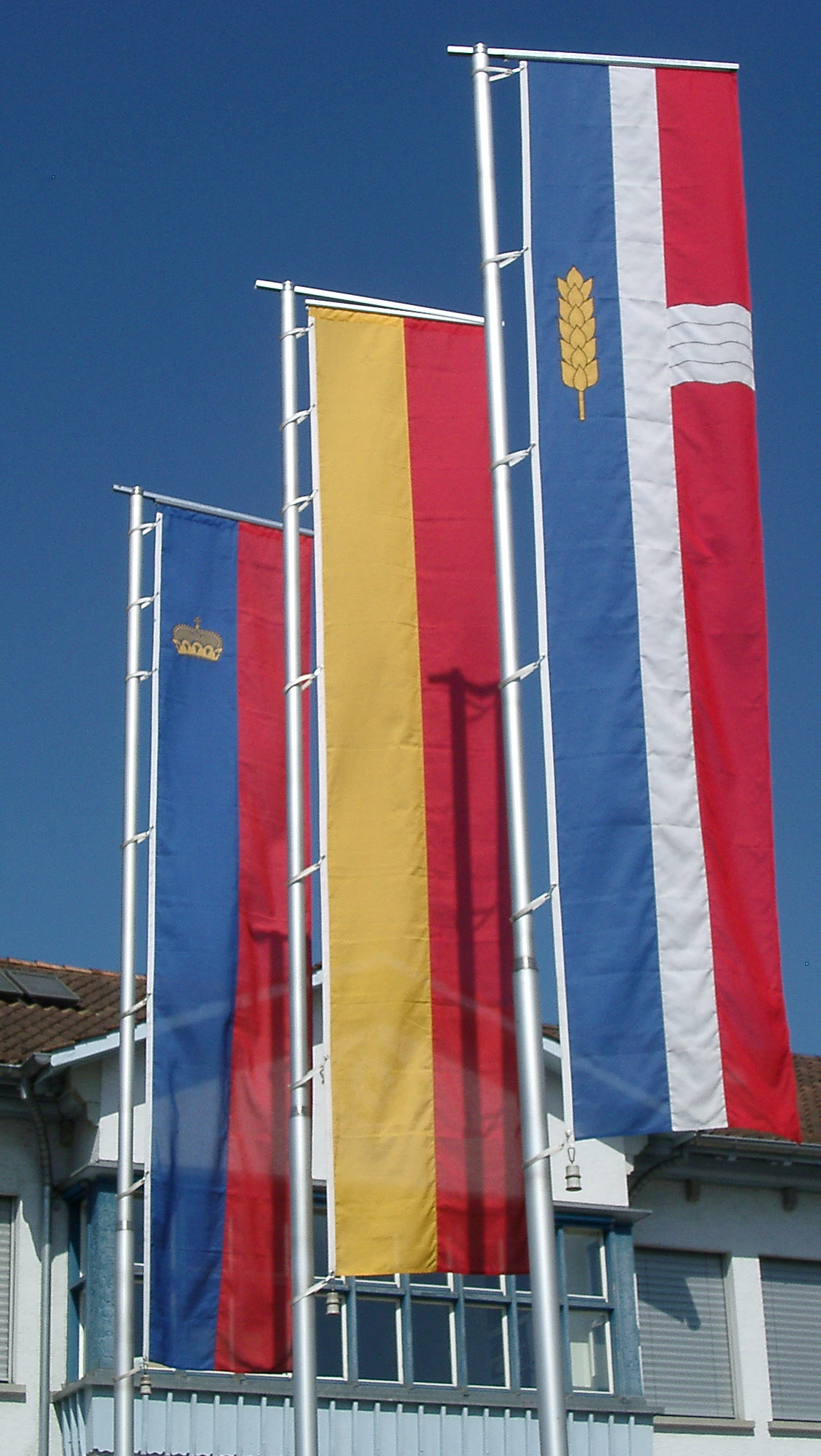
Vlaggen in Schaan tijdens de nationale feestdag in 2009

Deze pagina geeft een overzicht van de belangrijkste feestdagen in Liechtenstein.

## Wettelijke feestdagen
| Datum       | Duitse naam      | Nederlandse naam                 |
| ----------- | ---------------- | -------------------------------- |
| 1 januari   | Neujahr          | Nieuwjaarsdag                    |
| 6 januari   | Drei Könige      | Driekoningen                     |
| 2 februari  | Mariä Lichtmess  | Maria-Lichtmis                   |
| 19 maart    | Josefstag        | Sint-Jozef                       |
| Variabel    | Ostersontag      | Eerste Paasdag                   |
| Variabel    | Ostermontag      | Tweede Paasdag                   |
| 1 mei       | Tag der Arbeit   | Dag van de Arbeid                |
| Variabel    | Auffahrt         | Hemelvaartsdag                   |
| Variabel    | Pfingstsontag    | Eerste Pinksterdag               |
| Variabel    | Pfingstmontag    | Tweede Pinksterdag               |
| Variabel    | Fronleichnam     | Sacramentsdag                    |
| 15 augustus | Staatsfeiertag   | Nationale feestdag               |
| 8 september | Maria Geburt     | Maria-Geboorte                   |
| 1 november  | Allerheiligen    | Allerheiligen                    |
| 8 december  | Maria Empfängnis | Onbevlekte Ontvangenis van Maria |
| 25 december | Weihnachten      | Eerste Kerstdag                  |
| 26 december | Stefanstag       | Tweede Kerstdag                  |

## Bank holidays
De volgende dagen zijn geen wettelijke feestdagen, maar wel dagen waarop niet gewerkt wordt.
| Datum       | Duitse naam       | Nederlandse naam |
| ----------- | ----------------- | ---------------- |
| 2 januari   | Berchtoldstag     | Berchtoldstag    |
| Variabel    | Fasnachtsdienstag | Vastenavond      |
| Variabel    | Karfreitag        | Goede Vrijdag    |
| 24 december | Heiligabend       | Kerstavond       |
| 31 december | Silvester         | Oudejaarsdag     |

Albanië ·
Andorra ·
Armenië ·
Azerbeidzjan ·
België ·
Bosnië en Herzegovina ·
Bulgarije ·
Cyprus ·
Denemarken ·
Duitsland ·
Estland  ·
Finland ·
Frankrijk ·
Georgië ·
Griekenland ·
Hongarije ·
Ierland ·
IJsland ·
Italië ·
Kazachstan ·
Kosovo ·
Kroatië ·
Letland ·
Liechtenstein ·
Litouwen ·
Luxemburg ·
Malta ·
Moldavië ·
Monaco ·
Montenegro ·
Nederland ·
Noord-Macedonië ·
Noorwegen ·
Oekraïne ·
Oostenrijk ·
Polen ·
Portugal ·
Roemenië ·
Rusland ·
San Marino ·
Servië ·
Slovenië ·
Slowakije ·
Spanje ·
Tsjechië ·
Turkije ·
Vaticaanstad ·
Verenigd Koninkrijk ·
Wit-Rusland ·
Zweden ·
Zwitserland